# Рога (филм)
„Рога“ (на английски: Antlers) е свръхестествен филм на ужасите от 2021 г. на режисьора Скот Купър, и участват Кери Ръсел, Джеси Племънс, Джеръми Т. Томас, Греъм Грийн, Скот Хейз, Рори Кокран и Ейми Мадиган. Сценарият е адаптация на краткия разказ „Тихото момче“, написан от Ник Антоска.
Проектът е обявен през юли 2018 г., докато Купър е назначен да режисира, а актьорския състав се е присъединил на следващия месец. Снимките се проведоха в Британска Колумбия през октомври и ноември 2018 г.
Премиерата на филма се състои в „Бийонд Фест“ на 11 октомври 2021 г., и излиза в Съединените щати на 29 октомври 2021 г. от „Сърчлайт Пикчърс“, след като е отменен по два пъти от оригиналната дата април 2020 г. по време на коронавирусната пандемия.

## Актьорски състав
- Кери Ръсел – Джулия Мийдоус
- Джеси Племънс – Пол Мийдоус
- Джеръми Т. Томас – Лукас Уийвър
- Греъм Грийн – Уорън Стоукс
- Скот Хейз – Франк Уийвър
- Рори Кокран – Даниел ЛеКрой
- Ейми Мадиган – Директор Елън Бут
- Сойер Джоунс – Ейдън Уийвър